# 龙仙当楼
龙仙当楼，位于中国广东省韶关市翁源县城，为翁源县的一个县级文物保护单位，类型为古建筑，公布时间为1996年10月21日。
龙仙当楼的历史年代为清光绪。